# Historische Chronologie
Die historische Chronologie ist jener Teil der Chronologie (Zeitrechnungskunde), der sich mit der geschichtlichen Entwicklung des Kalenderwesens und dem früheren Umgang des Menschen mit der Zeit befasst.
Im Mittelalter sprach man von Computus, was sowohl das Rechnen mit Zeit im Allgemeinen als auch eine Kurzbezeichnung für die Osterrechnung, die Vorschrift zur Berechnung des jährlich veränderlichen Osterdatums, bedeuten kann.

## Unterteilungen
Neben der historischen Chronologie unterscheidet man
- astronomische Chronologie (Grundlagen der Zeitrechnung und astronomische Datierung früherer Ereignisse)
- technische Chronologie (die eigentliche Kalenderrechnung).

Weiters differenziert man nach den verschiedenen Datierungsmethoden:
- anthropologische Chronologie: zeitliche Festlegung von Funden aus der Vorgeschichte
- Biologische Chronologie und Paläontologie: Datierung von Zeugnissen und Resten ausgestorbener Lebewesen oder anderer biologischer Befunde
- Geochronologie: zeitliche Entstehung (bzw. Umwandlung) bestimmter Gesteine und Minerale sowie ganzer geologischer Schichten
- kosmologische Chronologie: Entstehung der chemischen Elemente sowie Entwicklung von Sternen und Sternsystemen.

## Aufgaben der historischen Chronologie
Eigentlich ist jeder Historiker auch chronologisch tätig, wenn es um die Einordnung der vergangenen Ereignisse in eine Zeitskala geht. Dabei hat er mit verschiedensten Kalendern, Monats- und Jahreslängen zu tun, und zusätzlich mit Jahreszählungen in einer vom Land abhängigen Ära (siehe unten).
Die Herstellung einer chronologischen Ordnung
- kann relativ sein (bloße zeitliche Reihenfolge), zum Beispiel die Aufeinanderfolge der Herrscher eines Landes,
- oder in einem festgelegten Zeitmaßstab, also eines Kalenders.
- Eine absolute Datierung ist hingegen erst dann gegeben, wenn der Zeitmaßstab in eindeutige Beziehung zur Gegenwart gebracht wird. Dazu ist die astronomische Chronologie ideal, wenn man Berichte über Finsternisse oder über Planeten-Konstellationen vorfindet.

## Kulturell-ideologische Einflüsse

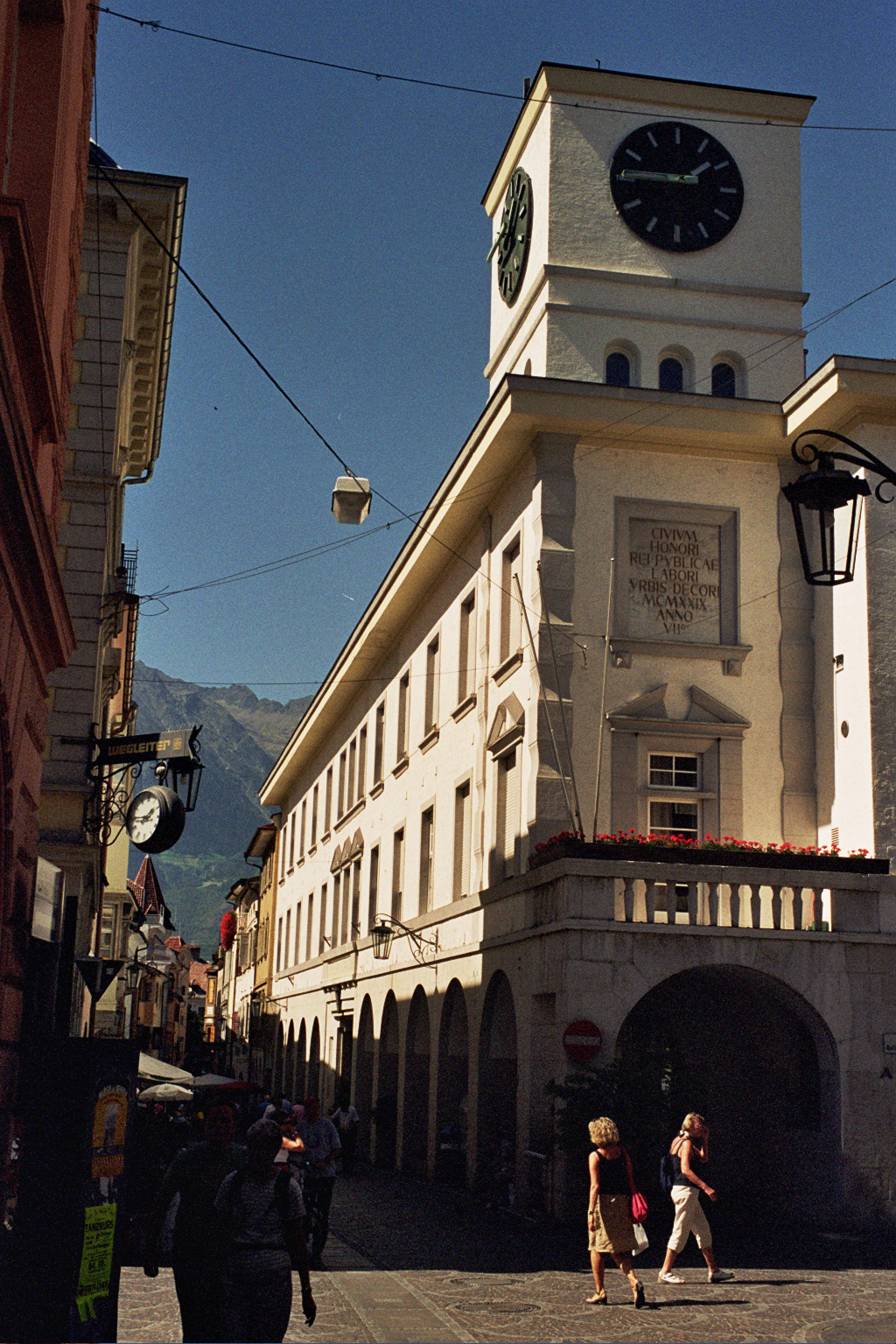
Das Rathaus im Südtiroler Meran wurde im ANNO VII nach dem Marsch auf Rom (1922) gebaut.

Der Historiker hat bei dieser chronologischen Tätigkeit auch die kulturellen Aspekte der von ihm untersuchten Zeit zu berücksichtigen, doch auch philosophisch-ideologische Aspekte beeinflussen die Zeitrechnung. Dies ist etwa am Beginn der jeweiligen Jahreszählung zu erkennen: Jahre seit Erschaffung der Welt (byzantinische Ära), Jahre vor und nach Christi Geburt, Verwendung eines Festkalenders (Weihnachten, Ostern, Pfingsten, …) oder seiner säkularisierten Formen (Valentins- und Muttertag, Vatertag, Tag der Deutschen Einheit usw.).
Die Einführung dieser Ären erfolgte aber oft in großem Zeitabstand vom historischen Epochentag, ob es sich um die Rechnung ab urbe condita (Roms legendäre Gründung 753 v. Chr.) handelt, um das Inkarnationsjahr, die Byzantinische Weltära, die Hidschra (Mohammeds Flucht 622), den französischen Revolutionskalender (gültig ab November 1793, aber Zählungsbeginn 1792) oder die faschistische Ära in Italien (ab Marsch auf Rom 1922). Wenig zielführend sind daher auch lange Diskussionen um die Jahrhundert- und Jahrtausend-Wechsel.
Seit dem Mittelalter werden neben Datumsangaben im römischen Kalender auch Tage des christlichen Heiligenkalenders verwendet, von denen aber heute nur mehr Martin, Valentin, Johannes (Sonnwendfeuer), Stefan und Silvester allgemein bekannt sind, sowie einige Marienfeste und die beweglichen Feste (Ostern, Pfingsten, Fronleichnam, Adventsonntage).

## Bezugspunkte und „Ären“
Jede genaue Chronologie erfordert einen Referenzpunkt im Strom der Zeit, von dem an die Stunden, Tage, Wochen, Monate und Jahre vorwärts oder rückwärts gezählt werden.

### Stundenzählung, Tag und Woche
Bei der Stundenzählung ist wohl jene ab Sonnenaufgang die älteste (siehe auch babylonische Stunden). Heute zählt man gleich lange Stunden von Mitternacht, während das Julianische Datum (JD) der Astronomen zu Mittag beginnt. In der Antike wurde den Stunden oft eine Planeten-Gottheit zugeordnet, nach denen unsere Wochentage benannt sind. Die Nacht wurde früher oft in Nachtwachen geteilt, wobei die oft zitierte letzte Nachtwache eigentlich vom Sonnenaufgang nach rückwärts zählte.
Der Tag (genauer: Sonnentag) ist das einzige Zeitmaß, das weltweit einheitlich ist. Der siebentägige Wochenzyklus stammt von den Babyloniern und zählt seit damals ohne Unterbrechung durch. In manchen Kulturen gab es auch Zyklen zwischen fünf und zehn Tagen, und auch beispielsweise während der französischen Revolution Versuche zur Einführung einer 10-Tage-Woche. Die Sieben-Tage-Woche ist jedoch vorherrschend, weil sie am besten zum Wechsel der Mondphasen passt.

### Monat und Jahr
Dem Mondumlauf von (scheinbar) 29½ Tagen ist auch das nächstlängere Zeitmaß, der Monat, angepasst. Vermutlich gibt es auch Zusammenhänge mit dem weiblichen Zyklus. In früheren Kulturen gab es aber Monatslängen sehr verschiedener (auch wechselnder) Länge und zusätzlich verschiedene Formen des Schaltmonats.
Denn der synodische Mondumlauf (durchschnittlich 29,5306 Tage) und das Jahr sind nicht kompatibel: 12 mittlere Lunationen machen erst 354,37 Tage aus, 13 jedoch 383,90 Tage (deshalb kann zum Beispiel das altchinesische Jahr 353 bis 385 Tage haben). Welche Bedeutung eine Kultur den Mondphasen gab, entschied letztlich über die Einführung eines reinen Mond- oder Sonnenkalenders bzw. einer Mischform von beiden (Lunisolarkalender). Da noch weitere Details möglich sind, kam es weltweit zu den unterschiedlichsten Kalendern und auch zu wiederholten Kalenderreformen.
Auch das Jahr hat je nach Bezugspunkt eine etwas verschiedene Länge, doch sind die Unterschiede für die meisten Zwecke unbedeutend:
- Tropisches Jahr 365,2421 90517 Tage
- Siderisches Jahr 365,2563 6042 Tage (beide für J2000.0)
- Julianisches Jahr 365,25 Tage (und einige weitere Definitionen)
- Kalenderjahr 365 oder 366 Tage
- Kirchenjahr meist 364 Tage (je nach Beginn des Advent).

Während der Monat eines Mondkalenders meist zu Neumond oder zum sogenannten Neulicht (1–2 Tage später) beginnt, bieten sich für den Jahresbeginn mehrere Möglichkeiten an. Die meisten Frühkulturen setzten ihn in die Nähe der Wintersonnenwende oder der Frühlings-Tag-und-Nacht-Gleiche.

### Zur Bedeutung der Ära
Um größere Zeitabschnitte von Jahren bis Jahrzehnten zu erfassen, hat man besondere „Ären“ eingeführt und ihnen ein hervorragendes Ereignis als Ausgangspunkt zugrunde gelegt, von dem aus die Jahre gezählt werden. Soweit die Geschichtsforschung ergab, wurden Zeitrechnungsformen der Ära aber erst spät eingeführt. Interessanterweise haben sich aber gerade so technisch hochstehende antike Völker wie die Ägypter, Babylonier oder Assyrer über längere Zeit hinweg einer kontinuierlichen Ära als Bezugsskala bedient.
Die Ära der Griechen stellt daher vermutlich das früheste Beispiel dar und kam vermutlich erst im 4. vorchristlichen Jahrhundert in Gebrauch. Die Griechen zählten die Jahre nach Olympiaden, also in Zeiträumen von vier Jahren. Das Jahr 776 v. Chr. galt als das Jahr der ersten Olympiade. Außerdem wurden besondere Jahre oft dadurch gekennzeichnet, dass man sie auf die Amtsdauer bestimmter Beamter bezog.
Letztere Form war auch im Römischen Reich gebräuchlich – neben den offiziellen Ab-urbe condita-Jahren. Ein besonders ausführliches Beispiel zur Datierung einer Person findet sich im Evangelium nach Lukas (3. Kapitel) über das öffentliche Auftreten von Johannes dem Täufer: Es war im fünfzehnten Jahr der Regierung des Kaisers Tiberius; Pontius Pilatus war Statthalter von Judäa, Herodes Tetrarch von Galiläa, sein Bruder Philippus Tetrarch von Ituräa und Trachonitis, Lysanias Tetrarch von Abilene; Hohepriester waren Hannas und Kajaphas. Da erging in der Wüste das Wort Gottes an Johannes, den Sohn des Zacharias …

## Chronologische Ären
Markante Wendepunkte der historischen Chronologie sind die Zeiten, in denen ein neuer Kalender eingeführt wurde. Die für Europa wichtigsten sind:
- Jüdischer Kalender, einer der ältesten der Welt. Er steht derzeit (2015) im Jahr 5775/5776.
- Babylonische Ära: ab einem mythischen Schöpfungsdatum ~5000 v. Chr.
- Ära des Claudius Ptolemäus, die laut seinem astronomischen Lehrbuch Almagest mit dem Regierungsantritt des babylonischen Königs Nabû-naṣir beginnt (in heutiger Zeitrechnung 747 v. Chr.)
- Römische Ära: Seit etwa 400 v. Chr. zählte man häufig von der Einweihung des Jupitertempels auf dem Kapitol weg, die 507 v. Chr. stattfand. Später wurden die Jahre „ab urbe condita“ (a. u. c.) gezählt, „ab der Gründung der Stadt“ (gemeint ist Rom). Im Kaiserreich gab es zusätzlich „per Anno Diokletiani“ (A. D.), die man jedoch nicht mit dem christlichen „Anno Domini“ verwechseln darf:
- Christliche Ära (System des Chronologen Dionysius Exiguus): unsere heutige Jahreszählung. Sie wurde nach längeren Forschungen im Jahr 525 eingeführt und beginnt mit dem Jahr 754 ab urbe condita, dem vermeintlichen Jahr der Geburt Christi.
- Islamische Ära: sie beginnt mit der Hidschra, der Flucht Mohammeds aus Mekka im Jahr 622. Wegen des reinen Mondkalenders verschiebt sich das muslimische Neujahr (1. Muharram) aber jährlich um 10 bis 12 Tage: Neujahr 1426 war am 10. Februar 2005, 1427 am 31. Januar 2006. Seit der Hedschra sind freilich nicht 1427, sondern erst 1384 Jahre vergangen.
- Byzantinisches Reich: die Ära zählte ab Erschaffung der Welt, die nach der Genealogie der griechischen Bibel (Septuaginta) auf das Jahr 5501 oder 5508 v. Chr. datiert wurde. Diese Zählung hielt sich in Russland bis Ende 1699, als Peter der Große anordnete, dass ab Neujahr statt 7208 n.E.d.W. („nach Erschaffung der Welt“) nun 1700 n. Chr. zu schreiben sei.
- Julianischer Kalender (mittlere Jahreslänge 365,25 Tage): er wurde von Gaius Iulius Caesar eingeführt, hat genau alle vier Jahre einen Schalttag und war mancherorts noch bis ins 20. Jahrhundert gültig, in den orthodoxen Kirchen bis heute. Die Wissenschaftler verwenden ihn rückwirkend für die Jahre vor der Zeitenwende.
- Gregorianischer Kalender (mittlere Jahreslänge 365,2425 Tage): er löste (von Land zu Land verschieden) ab 1582 den Julianischen Kalender ab, von dem er sich durch die Jahrhundertregel unterscheidet. Um den aufgelaufenen 10-Tage-Fehler zu korrigieren, musste dem 4. Oktober 1582 direkt der 15. Oktober 1582 folgen.
- Julianisches Datum (JD): eine fortlaufende Tageszählung ab dem Jahr -4712 (= 4713 v. Chr.). Man verwendet sie in der Astronomie und den Geowissenschaften, wenn man das Problem der ungleichen Jahrhunderte (36 524 oder 36 525 Tage) vermeiden muss. In JD hat beispielsweise der Mittag des 1. Januar 2006 die Tagesnummer JD = 2.453.737 (2.453.737 Tage seit dem Jahresbeginn von 4713 v. Chr.).
- Modifiziertes Julianisches Datum (MJD): eine um 1960 für die Satellitengeodäsie eingeführte Modifikation des JD, das um 2.400.000,5 Tage vermindert wird. So erhält man kleinere Zahlen und einen Tagesbeginn um Mitternacht Greenwich (0 Uhr UT) statt um 12 Uhr UT. Inzwischen wird MJD seltener verwendet.

## Vergleichende Chronologie
Eine wichtige Aufgabe der historischen Chronologie ist eine verlässliche Umrechnung zwischen diesen Zeitskalen. Sie erfordert neben historischem auch astronomisches Wissen und ein gründliches Quellenstudium insbesondere jener Zeiten, in denen ein neuer Kalender eingeführt wurde. Heute sind auch Kenntnisse in Elektronischer Datenverarbeitung unerlässlich.

Almanach für das Jahr 1600, Hans Jakob vom Staal, Kalendernotizen zur Witterung im Januar 1600

Zwar werden die Umrechnungen durch zahlreiche Computerprogramme unterstützt, doch treten immer wieder Fehler in den Algorithmen zutage. Hier empfehlen sich Kontrollen mit einigen bewährten Tafelwerken, zum Beispiel jenem von Paul Oswald Ahnert. Datumsangaben für den territorial unterschiedlichen Geltungszeitraum des Julianischen Kalenders (Julianischer Kalender) können anhand des verbreiteten Nachschlagewerks von Herzmann Grotefend leicht auf den Gregorianischen Kalender (Gregorianischer Kalender) umgerechnet werden. Im Kirchenjahr der katholischen Kirche waren die Gedenktage von Heiligen (Heiliger) vom Mittelalter bis in die Frühe Neuzeit als Datumsangaben gebräuchlich. Die Heiligendaten sind im Nachschlagewerk von Grotefend aufgeführt, doch beziehen sich diese auf die Gregorianische Zeitrechnung. Für den Geltungszeitraum des Julianischen Kalenders beziehen sich die Heiligendaten auf die Julianische Zeitrechnung. Deshalb müssen diese auf Gregorianische Kalenderdaten umgerechnet werden. Der Ausschnitt aus einem Almanach für das Jahr 1600 veranschaulicht die Verschiebung zwischen julianischen und gregorianischen Kirchenfesten und Heiligentagen, die damals 10 Tage betrug. So wurde die julianische Weihnacht «Christ» [i Geburt] nach heutiger Zeitrechnung erst am 4. Januar gefeiert, und die Namensfeier des Heiligen Isidor verschob sich vom 7. auf den 17. Januar.
Eine große Herausforderung sind auch Datierungen aus Quellen, die nur vage Zeitangaben aufweisen oder sich ausschließlich auf Regierungsjahre und ähnliches beziehen. Die Herrscherfolgen können durch Fehler oder politische Absicht unvollständig sein, einzelne Jahre doppelt zählen oder überspringen (siehe Inklusivzählung und Epochensprung). Auf solche Art sind vermutlich dem Chronologen Dionysius Exiguus im Jahr 525 einige Jahre „durch die Lappen gegangen“, als er unsere christliche Zeitrechnung erarbeitete.
Neben diesen antiken Problemen erforscht die Historische Chronologie unter anderem die wechselnden Ausgestaltungen des römischen Kalenders und des mittelalterlichen Festkalenders oder des französischen Revolutionskalenders. Auch die Erforschung präkolumbischer Ären – wie der Maya-Zeitrechnung, die auch den Planeten Venus einbezog – und die kalendarische Klärung von alten Reiseberichten ist eine anspruchsvolle Thematik.
Von Interesse sind auch regionale Datierungsstile wie Herrscherdatierungen, regionale Festkalender, der stilus pisanus / stilus florentinus / Bologneser Stil und die oben erwähnten Ären, wie die byzantinische und die jüdische Weltära, die spanische Ära oder andere Jahreszählungen regionaler Art. Als Hilfsmittel für derartige Datierungsprobleme gibt es einige Fachbücher mit entsprechenden Tabellen, zum Beispiel ein Taschenbuch zur Zeitrechnung des deutschen Chronologen Hermann Grotefend, das eine Reihe ungeläufiger Datierungsstile behandelt.

## Spezifische Chronologien
- Ägyptische Chronologie
- Chronologien der Altorientalischen Geschichtsschreibung
- Die Chronologien des Sextus Julius Africanus